# Filippo Corsini (sindaco)
Filippo Corsini (1873 – 1926) è stato un politico italiano.
Marchese di Lajatico, fu sindaco di Firenze tra il 1910 e il 1913.
Era figlio cadetto del Principe Tommaso Corsini (1835-1919) che fu anch'egli sindaco di Firenze (tra 1880 e 1886) oltre che deputato e senatore.
Suo figlio Tommaso fu deputato all'Assemblea Costituente ed ereditò titoli (Principe, Duca, etc.) e patrimonio della famiglia Corsini.